# Institución Atlética Sud América
La Institución Atlética Sud América (IASA) es un club de fútbol uruguayo de la ciudad de Montevideo.  La "IASA" Fue fundada en 1914 y disputó por última vez en la temporada 2021 el campeonato de Primera División de Uruguay. Actualmente se encuentra jugando en la Primera División Amateur de Uruguay, tras descender de la Segunda División de Uruguay en 2024, siendo la primera vez en más de 100 años que disputa la tercera categoría nacional.

## Historia
La Institución Atlética Sud América fue fundada el 15 de febrero de 1914, y a lo largo de su historia ha sido uno de los principales animadores de la Segunda División Profesional de Uruguay. Posee 7 títulos en esa divisional, siendo junto a Fénix el equipo más veces ganador de la misma.

### Fundación y primeros años
Fue fundado el 15 de febrero de 1914 en la zona de Villa Muñoz en Montevideo, en uno de los típicos cafés de la capital uruguaya como «Sud América Football Club». Siempre tuvo una amistad cercana con el Rampla Juniors Fútbol Club, puesto que dicho club, también fue fundado en el mismo café en la misma época, y en este panorama fue inscripto en la Tercera Extra, y al año siguiente ya pasaría a militar en la División Intermedia. En 1922 se modifican los estatutos y se cambia su denominación original pasando a llamarse «Institución Atlética Sud América».
El nombre homenajea al continente al cual, en esa época, llegaban muchísimos inmigrantes para hacerse la América. El color de la camiseta surgió, como ocurrió con muchas instituciones, de casualidad. Habían resuelto que las camisetas tendrían el color rojo, pero cuando fueron a la tienda la única disponible era tela naranja. Este color motivarán sus sobrenombres: "Naranjas" y "Buzones", este último porque la camiseta tenía los mismos colores que tenían los buzones para depositar correo, esto es recordado por la presencia de un viejo buzón instalado a modo de homenaje en su campo deportivo.

### La goleada a Gimnasia (1995)
La mejor campaña de la IASA en la época contemporánea fue durante 1994 y 1995. El equipo, dirigido por Julio Ribas, logró en calidad de invicto del Campeonato de 1.ª B de ese año, venciendo en la final a Racing por penales en el Estadio Centenario. Ese año se disputó la Copa Integración que daba dos plazas para la Liguilla Pre-Libertadores de América y el campeón de la "B" tenía derecho a participar. En ella, se eliminó a Porongos de Flores y a Basáñez (6.º de la "A"), logrando la clasificación a la Liguilla, y ampliando el invicto a 27 partidos. En Liguilla Pre-Libertadores de América de 1994. En esa Liguilla, obtuvo su única clasificación a un torneo internacional: la Copa Conmebol, evento en el cual la IASA lograría el punto más alto de su historia.
Fue en esa Copa Conmebol 1995, donde Sud América dio la sorpresa al eliminar a Gimnasia y Esgrima La Plata, y además golearlo por 4 tantos contra 0 en el partido de vuelta jugado en Paysandú. En cuartos de final quedaría eliminado a manos de Colegiales de Paraguay en definición desde el punto penal.

### Regreso a Primera y centenario (2014 y 2021)
Luego del descenso de 1996, la IASA se instala en Segunda División y compite consecutivamente sin éxito durante 16 temporadas, convirtiéndose en el equipo más habitual del campeonato. En el campeonato 2012-13 (17.ª temporada consecutiva en Segunda) el club -con el apoyo de la sociedad anónima- se propone armar un buen equipo de manera de festejar su centenario (el 15 de febrero de 2014) en Primera División, y lo logra: Sud América se adueña del campeonato y regresa tras 17 años de espera.
La Noche del 29/01/2021 Logra nuevamente ascender tras superar a Rampla con victoria en dos partidos ida y vuelta en los que disputaron el tercer ascenso a Primera.
Su paso por primera división fue breve, volviendo a descender al término de la temporada 2021.

## Símbolos

### Escudo y bandera
El escudo del club es mayoritariamente naranja, en un tono intenso, con detalles en negro, y en algunas versiones también en blanco. En los últimos años, se ha tendido a alargar y afinar el escudo del club, el cual en ocasiones llegó a ser más ancho que en las versiones actuales, para modernizar la imagen institucional y favorecer su replicación. Prácticamente el mismo diseño es el que se encuentra en la bandera del club.
En las últimas temporadas, se ha alternado entre estas dos versiones del escudo de Sud América. Sus diferencias son que en la primera versión, el escudo es totalmente naranja y está atravesado por un bastón horizontal negro, en el que están las iniciales "IASA" en color naranja, mientras que en la segunda versión, el escudo está cubierto por un borde ancho negro, el bastón negro está en el medio del escudo y las siglas "IASA" están en color blanco. Otras versiones antiguas y en desuso del segundo emblema, colocaban puntos entre las iniciales ("I.A.S.A.") y el escudo era bastante más ancho que la versión más moderna y actual. En aquellas versiones, el color naranja del escudo era considerablemente más suave y claro que el color actual, ya que en los últimos años el club recuperó la intensidad del tono naranja que lo caracteriza.

## Estadio
El Estadio Parque Carlos Ángel Fossa, también se le conoce como El Fortín o el Parque Fossa. 
Está ubicado detrás del Cuartel de Blandengues del Cerrito de la Victoria, al fondo de la calle Héctor Odriozola. Tiene una capacidad de 5.500 espectadores.
El Club, consiguió un campo de deportes en el año 1935, allí erigió su cancha denominada "El Fortín" aunque en el año 1974, tomó el nombre de Parque Carlos Ángel Fossa, en homenaje a uno de sus históricos presidentes. 
Actualmente, el Parque Fossa se encuentra en reparación, ya que no cumple con las condiciones de seguridad para que se jueguen los partidos de máxima categoría allí, sin embargo, las formativas de la institución siguen utilizando el Parque Fossa para jugar y entrenar. 
La IASA, debido a esta problemática con su estadio, juega de local en diversas canchas de Montevideo.

## Uniforme

### Uniforme titular

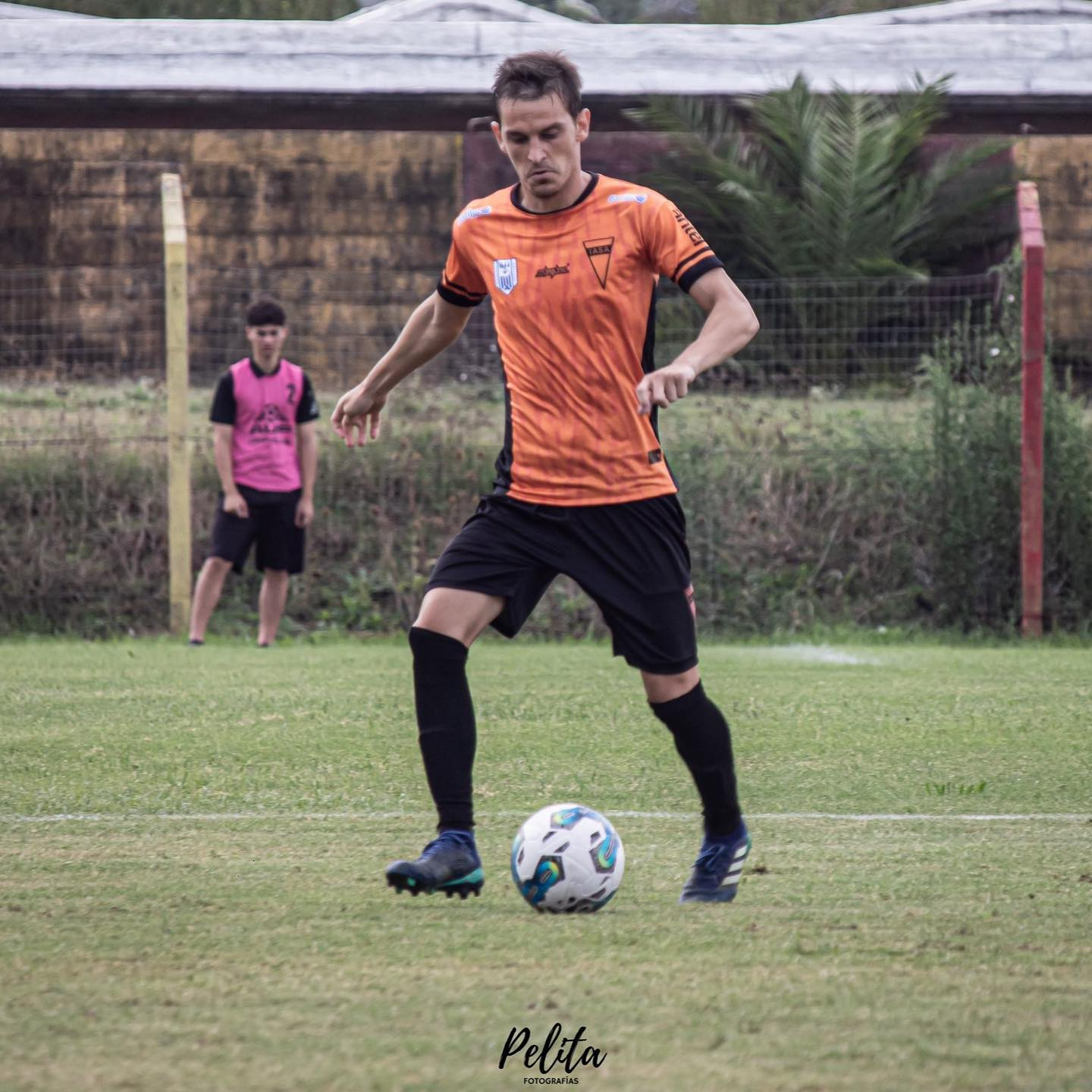
Camiseta titular 2023 de Sud América

La camiseta titular tradicional del buzón es naranja, con detalles en negro.
|  | 2017-Actualidad |

### Uniforme alternativo
El uniforme alternativa de Sud América suele ser en color blanco, negro o naranja (en menor medida que la indumentaria titular). Entre algunas camisetas alternativas icónicas se encuentran: el uniforme totalmente negro utilizado como titular por cábala durante la campaña 1994-1995, lca camiseta a franjas verticales naranja y negra de 2013, la que homenajeó a Chacarita (Club de Vicente Celio) en 2014 (lo cual motivó un conflicto con el club homenajeado que denunció el utilizar sus símbolos) y la celeste con franja diagonal naranja que homenajeó a Alcides Ghiggia en 2015.
| 2011-2012 | 2012-2013 | 2013-2014 | 2014-2015 | 2016 |  |

## Proveedores y patrocinadores
| Período       | Proveedor    |
| ------------- | ------------ |
| ¿?-¿?         | Bandera de ? |
| 2016-presente | Starbade     |

| Período       | Parte delantera                    | Parte trasera                                              | Mangas o short           |
| ------------- | ---------------------------------- | ---------------------------------------------------------- | ------------------------ |
| ¿?-¿?         | Bandera de ?                       |                                                            |                          |
| 2021          | Las Acacias                        | Minas Importaciones SRL EGA Rutas del Plata TAO Rent a Car | Antel Red Pagos Cortiluz |
| 2022-presente | Las Acacias Cortiluz FCR Certifica | TAO Rent a Car                                             | Antel                    |

## Datos estadísticos del club
Actualizados para la temporada 2025 inclusive.
- Temporadas en Primera División: 51 (1927-1945 / 1952 / 1955-1956 / 1958-1960 / 1964-1972 / 1976-1985 / 1995-1996 / 2013/14-2017 / 2021)
  - Debut: 1927 (Profesional: 1932)
- Temporadas en Segunda División: 54 (1915-1926 / 1946-1951 / 1953-1954 / 1957 / 1961-1963 / 1973-1975 / 1986-1994 / 1997-2012/13 / 2018-2020 / 2022-2024)
- Temporadas en Tercera División: 2 (1914 / 2025-presente)

### Participación internacional
- Participaciones en Copa Libertadores: 0
- Participaciones en Copa Sudamericana: 0
- Participaciones en Copa Conmebol: 1 (1995)
  - Única participación: Cuartos de final (1995)

## Estadísticas en competiciones internacionales

### Por competencia
| Torneo        | TJ | PJ | PG | PE | PP | GF | GC | DG | Puntos |
| ------------- | -- | -- | -- | -- | -- | -- | -- | -- | ------ |
| Copa Conmebol | 1  | 4  | 2  | 0  | 2  | 6  | 3  | +3 | 6      |
| Total         | 1  | 4  | 2  | 0  | 2  | 6  | 3  | +3 | 6      |

## Palmarés

### Torneos nacionales (8)
- Segunda División Profesional (7): 1951, 1954, 1957, 1963, 1975, 1994, 2012-13 (Récord compartido)
- Divisional Intermedia (1): 1926

### Torneos Nacionales  Oficiales
| Primera División | Segunda División                            | Divisional Intermedia |
| ---------------- | ------------------------------------------- | --------------------- |
| -                | 1951, 1954, 1957, 1963, 1975, 1994, 2012-13 | 1926                  |
| 0                | 7                                           | 1                     |